# Megalonema amaxanthum
Megalonema amaxanthum är en fiskart som beskrevs av John G. Lundberg och Dahdul 2008. Megalonema amaxanthum ingår i släktet Megalonema och familjen Pimelodidae. Inga underarter finns listade i Catalogue of Life.